# Квятонюв
Квятонюв (пол. Kwiatoniów, нім. Blümsdorf) — село в Польщі, у гміні Ґлубчиці Ґлубчицького повіту Опольського воєводства.
Населення — 92 особи (2011).

## Демографія
Демографічна структура станом на 31 березня 2011 року:
|          | Загалом | Допрацездатний вік | Працездатний вік | Постпрацездатний вік |
| -------- | ------- | ------------------ | ---------------- | -------------------- |
| Чоловіки | 45      | 8                  | 34               | 3                    |
| Жінки    | 47      | 10                 | 27               | 10                   |
| Разом    | 92      | 18                 | 61               | 13                   |